# Seznam nogometnih klubov v Italiji
Seznam nogometnih klubov v Italiji.

## Serie A
- Atalanta
- Cagliari
- Catania
- Empoli
- Fiorentina
- Genoa
- Internazionale
- Juventus
- Lazio
- Livorno
- AC Milan
- Napoli
- Palermo
- Parma
- Reggina
- Roma
- Sampdoria
- Siena
- Torino
- Udinese

## Serie B
- Avellino
- Bari
- Brescia
- Carpi
- Cesena
- Cittadella
- Crotone
- Empoli
- Juve Stabia
- Latina
- Modena
- Novara
- Padova
- Palermo
- Pescara
- Reggina
- Siena
- Spezia
- Ternana
- Trapani
- Varese
- Virtus Lanciano

## Lega Pro
- AlbinoLeffe
- Carrarese
- Como
- Cremonese
- FeralpiSalò
- Lumezzane
- Pavia
- Pro Patria
- Pro Vercelli
- Reggiana
- San Marino
- Savona
- Südtirol
- Venezia
- Vicenza
- Virtus Entella

### Girone B
- Ascoli
- Barletta
- Benevento
- Catanzaro
- Frosinone
- Grosseto
- Gubbio
- L'Aquila
- Lecce
- Nocerina
- Paganese
- Perugia
- Pisa
- Pontedera
- Prato
- Salernitana
- Viareggio

## Znani nižjeligaši
- Portogruaro Calcio
- Catanzaro
- Cremonese
- Perugia
- Salernitana

## Nižje lige
- Serie D